# بابره سفلی
بابره سفلی یکی از روستاهای استان آذربایجان شرقی است که در دهستان هرزندات شرقی بخش مرکزی شهرستان مرند واقع شده‌است.
زبان اهالی این روستا، ترکی آذربایجانی است و با لهجه منحصر به فرد خود سخن می گویند.
شغل اکثر ساکنان این روستا با خشک شدن چشمه‌ها و قنات‌های این روستا از کشاورزی و دامداری به شغل‌های صنعتی از جمله جوشکاری صنعتی تغییر کرده‌است.